# Albert Smijers
Albert Smijers   (Raamsdonk, 19 de juliol de 1888 - 15 de maig de 1957) va ser un sacerdot i musicòleg neerlandès que va exercir com a professor de musicologia a la Universitat d'Utrecht. Va ser una autoritat notable en Josquin des Prez:44 volums de Werken van Josquin des Prez es van publicar en vida seva, i altres onze després de la seva mort.

## Primers anys de vida
Smijers va néixer a Raamsdonksveer, fill d'un director d'escola primària i la seva dona. Fill gran d'una família catòlica "molt religiosa", tenia tres germans i dues germanes. Va estudiar música eclesiàstica a Klosterneuburg i va ser ordenat com a sacerdot catòlic l'1 de juny de 1912. Més tard va estudiar música medieval a la Universitat de Música i Arts Escèniques de Viena i va ser supervisat per Guido Adler a la Universitat de Viena, on va escriure una dissertació sobre Carolus Luython titulada Karl Luython als Motettenkomponist. Es va graduar el 1917 i es va convertir en un dels primers musicòlegs holandesos a rebre un doctorat.

## Carrera
L'any 1921, va publicar el primer volum de Werken van Josquin des Prez, que es va inspirar molt en les publicacions d'Ottaviano Petrucci i que finalment inclouria 55 volums. Fins al 1929, Smijers va ensenyar en un seminari catòlic d'Amsterdam. El 1930, va ser nomenat professor de Musicologia a la Universitat d'Utrecht. Va treballar al Werken fins a la seva mort, produint 44 volums pel seu compte, i va ser completat el 1969 per dos dels seus estudiants, Myroslaw Antonowycz i Willem Elders. Entre els seus altres estudiants hi havia Jacques Chailley; Arend Koole; Eduard Reeser; i Marius Flothuis A part de Josquin, Smijers també va escriure sobre Jacob Obrecht, i Johannes Ockeghem, així com la història general de la música als Països Baixos.
Smijers va ocupar càrrecs en nombroses institucions musicals i musicològiques. Va ser president de la "Koninklijke Vereniging voor Nederlandse Muziekgeschiedenis" (Reial Societat per a la Història de la Música dels Països Baixos) des de 1934 fins a la seva mort, succeint al seu mentor Anton Averkamp. Des de 1952 fins a 1955, Smijers va exercir com a president de la International Musicological Society, havent estat membre de la seva direcció des dels seus inicis el 1927. També va ser president de l'"Internationale Verein für katholische Kirchenmusik" (Associació Internacional per a la Música de l'Església Catòlica) i del "Nederlands Instituut voor Kerkmuziek"(Institut Holandès de Música de l'Església).

## Mort
Havent estat malalt des de principis d'aquell any, Smijer va morir el 15 de maig de 1957, a Huis ter Heide. El musicòleg hongarès-nord-americà Paul Henry Lang va aclamar Smijers com "aquella torre de l'estudi musical internacional", mentre que la musicòloga holandesa Petra van Langen va afirmar que "sota el lideratge d'Albert Smijers, la musicologia holandesa va aconseguir una posició destacada al món, especialment en Música renaixentista."

## Treballs citats
- Willem Elders, (2018). "Sweelinck — Obrecht — Josquin, and the Koninklijke Vereniging voor Nederlandse Muziekgeschiedenis". Tijdschrift van de Koninklijke Vereniging voor Nederlandse Muziekgeschiedenis. 68: 5–15. JSTOR 26626631.
- Elders, Willem (2021). Josquin Des Prez and His Musical Legacy: An Introductory Guide. Leuven University Press. ISBN 9789462702851.

van der Klis, Jolande (2000). The Essential Guide to Dutch Music: 100 Composers and Their Work. Amsterdam University Press. ISBN 9789053564608.
- Jane F. Fulcher, (2013). The Oxford Handbook of the New Cultural History of Music. Oxford University Press. ISBN 9780199354092.
- Fred Hamel, (1957).  (alemany). Vol. 11. Bärenreiter-Verlag.
- Cristle Collins Judd (2000). Reading Renaissance Music Theory: Hearing with the Eyes. Cambridge University Press. ISBN 9780521771443.
- Laura Kuhn, (2001). Baker's Biographical Dictionary of Musicians. Simon & Schuster. ISBN 9780028655253.
- Jaap Kunst, (1958). "Albert Smijers". Journal of the International Folk Music Council. 10 (1): 65. doi:10.1017/S0950792200020135.
- Paul Henry Lang. (1963). "Johann Josef Fux Als Opernkomponist". The Musical Quarterly. 49 (2): 254–257. doi:10.1093/mq/XLIX.2.254.
- Rene Lenaerts, (1957). "In Memoriam Albert Smijers". Acta Musicologica (francès). 29 (2/3): 49–51. JSTOR 931419.
- Oscar Thompson; Nicolas Slonimsky, (1975). International Cyclopedia of Music and Musicians. Dodd, Mead & Co. ISBN 9780396070054.
- Petra van Langen, (2018). "Anton Averkamp and Albert Smijers: Two Catholic Presidents". Tijdschrift van de Koninklijke Vereniging voor Nederlandse Muziekgeschiedenis. 68: 148–162. JSTOR 26626637.
- van Langen, Petra (2019). "Albert Smijers, the First Dutch Professor of Musicology" (PDF). Vremennik Zubovskogo Instituta. 27 (4): 114–121.